# La pesca degli agoni a Lierna
La pesca degli agoni a Lierna è un dipinto a olio su tela (111 x 231 cm) realizzato nel 1893 dal nobile pittore italiano Vittore Grubicy De Dragon.

## Descrizione
Il dipinto di Grubicy De Dragon, appartenente alla corrente artistica del divisionismo e ritrae una piccola spiaggia del borgo di Lierna sul lago di Como, dove già aveva realizzato alcuni anni prima l'opera Lavandaie a Lierna, con due pescatori al tramonto.
Il dipinto ha inspirato l'opera Sera di maggio a Lierna.